# Guerra contra Nabis

El Peloponnès cap al 200 aC

La guerra contra Nabis fou un conflicte bèl·lic que es produí el 195 aC entre la ciutat estat grega d'Esparta i una coalició formada per la República Romana, la Lliga Aquea, Pèrgam, Rodes i el Regne de Macedònia. Es coneix igualment com a guerra lacònica o guerra romano-espartana.
Durant la Segona Guerra Macedònica (200-196 aC), Macedònia havia cedit a Esparta el control sobre Argos, una ciutat important de la costa egea del Peloponnès. La llarga ocupació d'Argos per Esparta va ser utilitzada com a pretext per Roma i els seus aliats per declarar la guerra i establir un setge sobre Argos, capturar la base naval espartana de Gitíon i, finalment, assetjar la mateixa Esparta. Les negociacions posteriors portaren la pau d'acord amb les condicions imposades per Roma, sota les quals Argos i les ciutats costaneres de Lacònia eren alliberades del domini espartà i els perdedors eren obligats a pagar una important indemnització de guerra. Argos quedà integrada en la Lliga Aquea i les ciutats de Lacònia restaren sota protecció aquea.
Com a resultat de la guerra, Esparta va perdre la seva posició com un dels principals poders militars a Grècia. Tots els consegüents intents espartans de recobrar les pèrdues van fracassar i Nabis, l'últim dels seus sobirans, va ser assassinat. Poc després, Esparta quedaria integrada dins la Lliga Aquea, la seva gran rival, posant fi a segles d'independència política.

## Antecedents

### El període anterior a Nabis
Esparta havia estat governada tradicionalment per dos reis, un de la dinastia euripòntida i un de la dinastia agida, però el 227 aC el rei agida Cleòmenes III va fer assassinar quatre dels cinc èfors i deposar el rei euripòntid Arquidam V. El nou governant associat va ser el seu germà Eucleidas, de la dinastia agida però en el tron euripòntid. Es van emprendre reformes socials, i van rebre subvencions de l'Egipte ptolemaic amb la pretensió de reformar i reforçar el poder militar espartà inspirant-se en el model macedoni. Cleòmenes va augmentar el nombre d'esparciates (homoioi) i va dotar l'exèrcit espartà amb els pezhetairoi, falangistes d'armadura lleugera a l'estil macedoni, però molts d'aquests nous homoioi van morir en la batalla de Sel·làsia el 222 aC i el maneig d'un respectable exèrcit d'hoplites sense mercenaris o ilotes lliures es va fer difícil. Aquesta possible amenaça a l'hegemonia macedònia sobre Grècia va quedar aixafada pels antigònides a Sel·làsia i els ptolemaics van deixar de donar el seu suport financer.
Amb el desterrament de Cleòmenes III, Esparta es va convertir en una república sense reis des del 222 aC fins al 219 aC, any en què l'agida Agesípolis III i l'euripòntid Licurg es convertiren en reis. Licurg desposseí Agesípolis el 215 aC, i posteriorment Agesípolis intentà, durant anys recuperar el seu tron amb l'ajuda d'un exèrcit d'exiliats espartans que participaren en la guerra entre Esparta i Roma. Licurg regnà sol fins a la mort, el 210 aC. Els seus successors van ser, com a rei euripòntid, el seu fill Pèlops i, de l'altra banda, el tirà Macànides, que no reclamava cap tipus d'origen reial. Regnaren junts fins al 207 aC, quan Macànides va ser mort per Filopemen en la batalla de Mantinea.

### Les reformes de Nabis

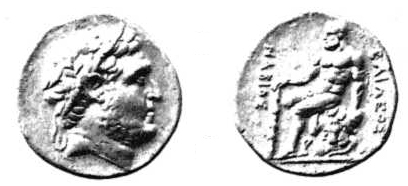
En una cara hi ha el cap de Nabis amb una barba curta i una corona de llorer que es lliga al darrere del seu coll. A l'altra cara apareix la inscripció ΒΑΙΛΕΟΣ (grec dòric relacionat amb βασιλεως, basileus) i ΝΑΒΙΟΣ (grec dòric de Ναβιδος, Nabidus, Nabis).

Després de la mort del tirà Macànides, el 207 aC, Nabis deposà el rei Pèlops amb l'ajuda d'un exèrcit de mercenaris i es va proclamar rei, defensant que era un descendent de Demarat d'Esparta, de la dinastia euripòntida. La tradicional constitució de Licurg havia perdut el seu significat i Esparta quedava dominada per un grup dels seus antics mercenaris.
El 205 aC, Nabis va signar un tractat de pau amb la República de Roma però va atacar i capturar el 201 aC el territori de Messene, aliada d'ambdós bàndols i que Esparta havia governat fins al segle iv aC. Quan va arribar l'exèrcit de Megalòpolis sota el comandament de Filopemen van ser obligats a abandonar Messene. Més tard, van ser derrotats de manera decisiva a Tegea, i Nabis va haver de reconsiderar les seves ambicions expansionistes.
Durant la Segona Guerra Macedònica (200 - 196 aC), Filip V de Macedònia havia donat a Esparta el control sobre Argos, una important ciutat a la costa egea del Peloponnès, amb la condició que desertés de la coalició romana i s'unís a l'aliança macedònica. Quan la guerra es va girar contra el Regne de Macedònia, Esparta es va reincorporar a la coalició romana i va enviar 600 mercenaris cretencs que reforçaren l'exèrcit romà. Filip va ser derrotat de manera decisiva pels romans en la batalla de Cinoscèfales però Esparta va mantenir el control sobre Argos. Després de la guerra, l'exèrcit romà no es va retirar de Grècia sinó que va enviar guarnicions a diversos llocs estratègics per així poder protegir els seus interessos.
La República de Roma, en agraïment per l'ajuda que Nabis oferí a la durant la Segona Guerra Macedònica va permetre al tirà continuar amb el domini sobre la polis d'Argos, nomenant la seva esposa Àpia com a governant de la polis. Àpia i Nabis van adquirir més poder confiscant grans propietats a les famílies riques de les polis sota el seu domini i torturant a aquells qui s'hi resistien; la major part de la terra confiscada va ser redistribuïda als ilotes lliberts, lleials a Nabis, convertint el port de Gitíon en un gran arsenal naval i fortificà la ciutat d'Esparta. Va permetre als seus aliats cretencs mantenir bases navals en territori espartà, des de les quals cometien actes de pirateria. El creixement de la seva força naval va permetre fins i tot als més pobres participar com a remers de les seves naus i tenir una ocupació lucrativa. Sota aquestes circumstàncies, l'extensió de la capacitat naval del port de Gitíon molestava els limítrofs estats del mar Egeu i la república romana.

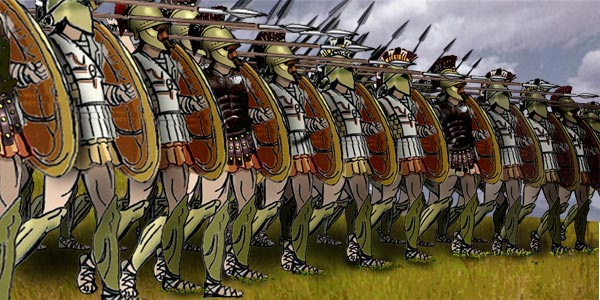
Soldats grecs en formació de falange.

El govern de Nabis es fonamentava en les seves reformes socials i en l'enfortiment de les forces armades espartanes, basades en lleves de homoioi i periecos, recolzats per ilotes lleugerament armats i la política implementada per Nabis va portar als supervivents de la batalla de Sel·làsia a l'exili. Com a conseqüència, les tropes pesants ja no estaven disponibles en nombre suficient i això va causar un seriós declivi en el poder militar espartà i l'objectiu de les reformes de Nabis va ser restablir una classe de subjectes lleials capaces de servir com a falangistes ben equipats. El seu alliberament dels ilotes esclavitzats (els neodamodes) va ser una fita molt notable de la història espartana. Amb aquesta acció Nabis va eliminar un pilar ideològic central del vell sistema social d'Esparta i la principal raó per objectar l'expansió espartana cap a les altres polis. Fins llavors, la principal preocupació d'Esparta havia estat prevenir la revolta ilota i aquesta necessitat limitava qualsevol aventura expansionista; d'aquesta manera, l'acció de Nabis va acabar amb aquest problema d'un sol cop. Els seus ilotes lliberts rebien terres de la seva part i es casaven amb les esposes dels ciutadans espartans exiliats o amb les vídues dels membres adinerats de l'elit espartana, que havien estat assassinats per ordre de Nabis.

## Planificació

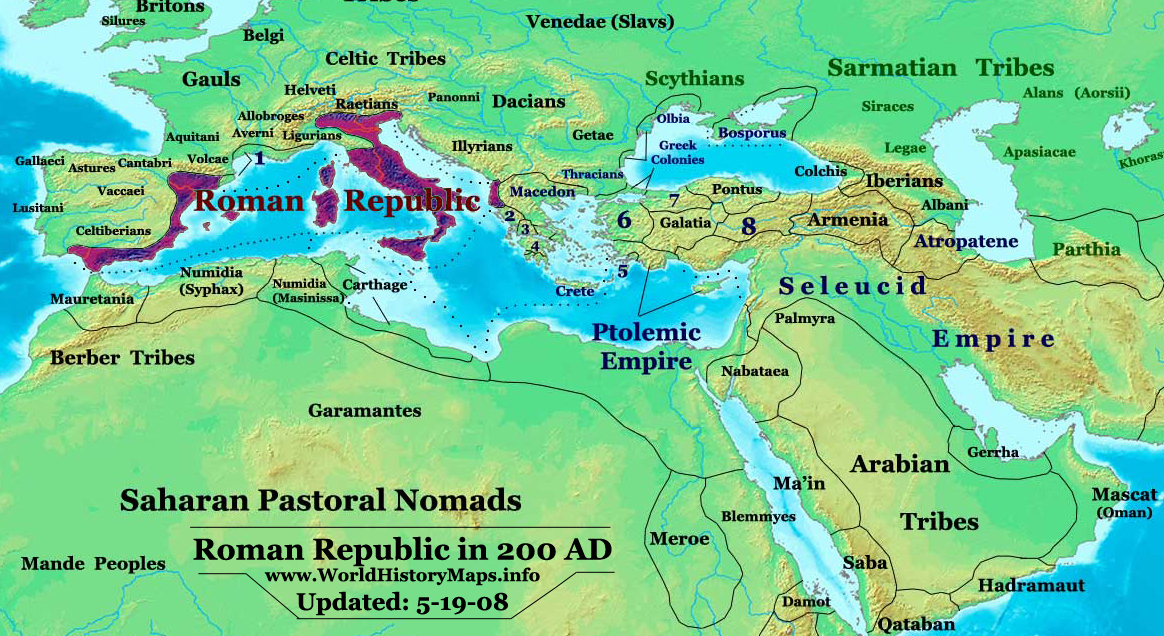
La república de Roma al 200 aC

La Lliga Aquea estava molesta pel fet que un dels seus membres continuava sota ocupació espartana, i per aquest motiu instà a la República de Roma que es replantegés la decisió que permetia a Esparta conservar els territoris dels quals s'havia apoderat. Els romans van acceptar la proposta dels aqueus, car no volien una Esparta forta i reorganitzada que causés problemes un cop ells haguessin d'abandonar Grècia. L'any 195 aC, Tit Quinti Flaminí I, comandant romà a Grècia, va convocar un consell dels estats grecs a Corint per discutir si calia declarar la guerra a Nabis. Entre els estats que van enviar delegats hi havia la Lliga Etòlia, Macedònia, Roma, Pèrgam, Rodes, Tessàlia i la Lliga Aquea. Tots es van declarar a favor de la guerra, excepte la Lliga Etòlia i Tessàlia, que consideraven que els romans havien d'abandonar Grècia immediatament i es van oferir per negociar amb Nabis, però la Lliga Aquea s'hi va oposar, car rebutjava qualsevol acció que representés un increment del poder de la Lliga Etòlia.
Els romans van fer servir la guerra com a pretext per mantenir algunes legions a la regió amb la finalitat de prevenir que els espartans i la Lliga Etòlia s'unissin al rei selèucida Antíoc III el Gran si aquest envaïa Grècia. Flaminí va enviar primer un delegat a Esparta, exigint que Nabis lliurés Argos a la Lliga Aquea o iniciaria una guerra contra Roma i els seus aliats grecs. Nabis es va negar a acceptar l'ultimàtum de Flaminí i 40.000 soldats romans i els seus aliats van dirigir-se al Peloponnès, on Flaminí va unir les seves forces amb les d'Aristè, el comandant aqueu, que comptava amb unes 10.000 unitats d'infanteria i 1.000 de cavalleria a Cleones, avançant junts cap a Argos. Nabis va designar al seu cunyat, Pitàgores d'Argos, comandant dels 15.000 homes de la guarnició de la ciutat.
A mesura que els romans i la Lliga Aquea avançaven cap a la ciutat, un jove argiu anomenat Damocles va intentar iniciar una revolta contra la guarnició espartana. Amb uns pocs seguidors, des de l'àgora de la ciutat, va dirigir-se als seus conciutadans exhortant-los a revoltar-se, però la revolta no va reixir i Damocles, juntament amb la majoria dels seus seguidors, van ser envoltats i assassinats per la guarnició espartana. Uns pocs supervivents van aconseguir escapar i van poder arribar fins al campament de Flaminí, i li van suggerir que si situava el campament a les portes de la ciutat, els argius es revoltarien contra els espartans. Llavors, Flaminí va enviar la infanteria i la cavalleria lleugera a cercar un nou terreny on establir el campament. En detectar el petit grup de soldats romans, un contingent de tropes espartanes van sortir per les portes de la ciutat i van combatre els romans per mitjà d'escaramusses, aproximadament a uns 300 peus de les muralles de la ciutat. Finalment, els romans van aconseguir que els espartans es retiressin a la ciutat.

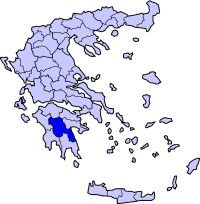
Situació d'Arcàdia.

Flaminí va traslladar el seu campament al lloc on s'havia produït l'escaramussa i va esperar durant un dia sencer que els espartans llancessin algun atac. Això no va succeir i el cap romà va convocar el consell de guerra per discutir si calia iniciar el setge. Tots els líders grecs, excepte Aristaenos, es van pronunciar a favor d'atacar la ciutat, car capturar Argos era el primer objectiu que es van plantejar quan van decidir anar a la guerra. Aristaenos, en canvi, va suggerir atacar directament Esparta i Lacònia. Flaminí es va mostrar d'acord amb aquesta darrera opinió, i l'exèrcit va marxar cap a Tegea, a Arcàdia. L'endemà, Flaminí va avançar cap a Caryae, on esperà l'arribada de reforços aliats, constituïts per un contingent d'exiliats espartans liderats per Agesípolis, el rei legítim d'Esparta, qui havia estat destronat vint anys enrere pel primer tirà de la ciutat, Licurg. Aviat van arribar 1.500 macedonis i 400 unitats de cavalleria de Tessàlia enviades per Filip per unir-se també a la coalició. Els aliats es van assabentar que, a més, tres flotes havien arribat a la costa de Lacònia: la romana de 40 naus comandada per Luci Quinti Flaminí, una flota de 18 naus de l'illa de Rodes, dirigida per Sosiles, que esperava que la derrota de Nabis posés fi a la pirateria que afectava les seves naus mercants, i una de 40 naus dirigida pel rei Èumenes II de Pèrgam, que pretenia quedar bé amb els romans per poder comptar amb el seu suport en cas que Antíoc dugués a terme la seva invasió.

## Campanya de Lacònia

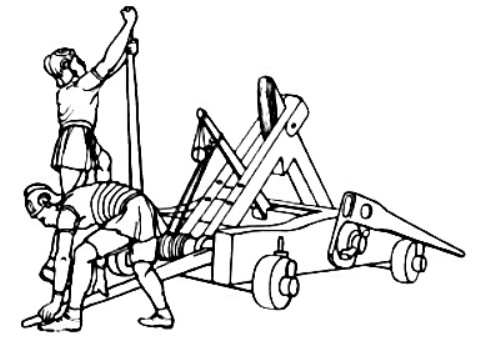
Aquesta petita arma de setge, anomenada onagre, era més barata i fàcil de construir que una balista.

Nabis va reclutar 10.000 ciutadans per al seu exèrcit i va contractar, addicionalment, 3.000 mercenaris. Els seus aliats cretencs, qui es beneficiaven de les bases navals que havien establert en el seu territori, van sumar 1.000 guerrers, especialment seleccionats, que se sumaven als 1.000 que ja havien enviat. Nabis, tement que l'avanç romà animés als seus súbdits a revoltar-se, va decidir atemorir-los ordenant la pena de mort de vuitanta ciutadans prominents. Quan Flaminí va deixar la seva base i s'apropà a Sel·làsia, els espartans van atacar els romans mentre aquests armaven el seu campament. El sobtat atac va confondre els aliats, però els espartans es van haver de retirar a la ciutat quan va arribar el cos principal de cohorts de legionaris.
Mentre els romans avançaven cap a la muntanya Menelau, els mercenaris de Nabis van atacar la rereguarda aliada. Api Claudi, comandant de la rereguarda, va reagrupar les seves tropes i va obligar els atacants a replegar-se dins les muralles de la ciutat, causant-los moltes baixes. La coalició es va dirigir llavors a Amicles i des d'allí van saquejar els territoris circumdants. Paral·lelament, Luci Quinci va rebre la rendició voluntària de diversos pobles costaners de Lacònia.

## El setge de Gitíon
En aquest punt, els aliats van avançar cap a la ciutat més gran de l'àrea, Gitíon. Mentre les forces terrestres iniciaven el setge de la ciutat, va arribar l'armada aliada. Els marins de les tres flotes es van dedicar a construir armes de setge. Malgrat que aquest tipus d'armament tenia un efecte devastador sobre les muralles de la ciutat, aquesta va resistir l'atac. Passat un temps, Dexagóridas, un dels dos comandants de la guarnició, va comunicar al llegat romà que estava disposat a rendir la ciutat. Gorgopas, l'altre comandant, en assabentar-se d'aquesta decisió, va assassinar Dexagóridas amb les seves pròpies mans, i va continuar resistint fins que Flaminí va arribar amb 4.000 reclutes nous addicionals. Els romans van reactivar el seu assalt i Gorgopas va haver de rendir-se, encara que va obtenir el permís perquè ell i la seva guarnició poguessin abandonar la ciutat lliurement i retornar a Esparta.

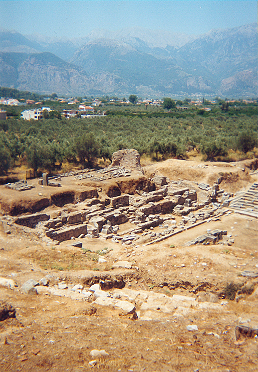
Ruïnes d'Esparta

Durant el setge de Gitíon, Pitàgores d'Argos es va retirar a Esparta acompanyat de 3.000 argius. Quan Nabis va descobrir que Gitíon s'havia rendit va decidir enviar un delegat a Flaminí per negociar els termes de la pau. Nabis va oferir retirar d'Argos la resta de la seva guarnició i lliurar els seus desertors i presoners als romans. Flaminí va convocar un nou consell de guerra i la majoria dels membres van decidir que el millor era capturar Esparta i destronar Nabis. Flaminí va respondre a Nabis proposant-li les seves pròpies condicions:
- Esparta i Roma establirien una treva de sis mesos sempre que Nabis rendís la guarnició d'Argos, juntament amb totes les seves guarnicions de l'Argòlida;
- abandonés Argos i li lliurés la flota;
- pagués una indemnització durant vuit anys i no establís aliances amb cap ciutat de Creta.[31][37]

Nabis va rebutjar les condicions de la rendició, assegurant que tenia suficients provisions per a sobreviure a un llarg setge.

## El setge a Esparta
Aquesta decisió de Nabis provocà que Flaminí traslladés el seu exèrcit de 50.000 homes a Esparta i, després de derrotar l'enemic als afores de la ciutat, va iniciar el setge; va passar directament a l'atac i ordenà un assalt molt contundent. Al principi, els espartans van resistir bé l'atac dels aliats, però després van començar a cedir en gran manera perquè els seus atacs amb projectils eren inútils contra els grans escuts romans. Els romans van assaltar Esparta i van superar-ne les muralles, però el seu avanç va ser retardat inicialment per l'estretor dels carrers dels afores de la ciutat. Tot i així, a mesura que avançaven cap al centre, els carrers eren més amples i els espartans es veien obligats a replegar-se cada cop amb més dificultat. Nabis, en veure que les seves defenses s'ensorraven va intentar fugir, però Pitàgores va reagrupar les forces restants tot animant els soldats i els va ordenar incendiar els edificis més propers a les muralles. Enderrocs en flames van caure sobre els soldats de la coalició causant moltes baixes. En observar això, Flaminí va ordenar que l'exèrcit es retirés al campament.
Quan l'atac es va reprendre, els espartans van aconseguir contenir als romans durant tres dies abans que Nabis, en adonar-se que la seva situació era irremeiable, decidís enviar Pitàgores per pactar la rendició. Inicialment, Flaminí refusà veure'l, però quan Pitàgores va tornar per segona vegada, van acordar acceptar les mateixes condicions que Flaminí havia proposat amb anterioritat. Posteriorment, el tractat va ser ratificat pel Senat. Els argius es van revoltar quan van saber que Esparta estava sota setge. Dirigits per Archippas, van atacar la guarnició comandada per Timòcrates de Pelene., que va rendir la ciutadella amb la condició que ell i les seves tropes se'ls permetés marxar lliurement; a canvi, tots els argius que formaven part de l'exèrcit de Nabis van poder tornar a casa.

## Resultat
Després de la guerra, Flaminí va visitar els Jocs Nemeus a Argos i va proclamar la llibertat de la polis. Els argius van decidir immediatament tornar a la Lliga Aquea. Flaminí també va alliberar a totes les ciutats costaneres de Lacònia del govern espartà i les va posar sota protecció aquea. El que quedava de la flota espartana va ser posat sota la custòdia de les mateixes ciutats costaneres. Nabis també va haver de retirar els seus soldats de les ciutats cretenques i revocar diverses de les reformes socials i econòmiques que havien enfortit el seu poder militar. Els romans, tot i així, no destronaren Nabis. Encara que Esparta era una polis debilitada, els romans volien mantenir-la independent perquè actués com un contrapès contra la poderosa Lliga Aquea.
La submissió de Nabis va quedar assegurada amb el lliurament de cinc persones properes com a ostatges dels romans, una de les quals va ser el seu fill Armenas. Els romans no van permetre que els exiliats tornessin a Esparta per evitar qualsevol tipus de conflicte intern dins la polis. Tanmateix, van permetre a qualsevol dona que estigués casada en segones núpcies amb un ilota alliberat i que tingués el primer marit desterrat, reunir-se amb aquest a l'exili. Quan les legions de Flaminí van tornar a Itàlia, les polis gregues es van trobar de nou enfrontades en les seves antigues divisions. En aquella època dominava la regió el regne de Macedònia, que feia poc havia perdut una guerra contra Roma, els etolis, l'enfortida Lliga Aquea i Esparta, que estava debilitada. Els etolis, que s'havien oposat a la intervenció romana en els assumptes grecs, van incitar Nabis a recuperar els seus antics territoris i la seva posició entre les potències gregues.

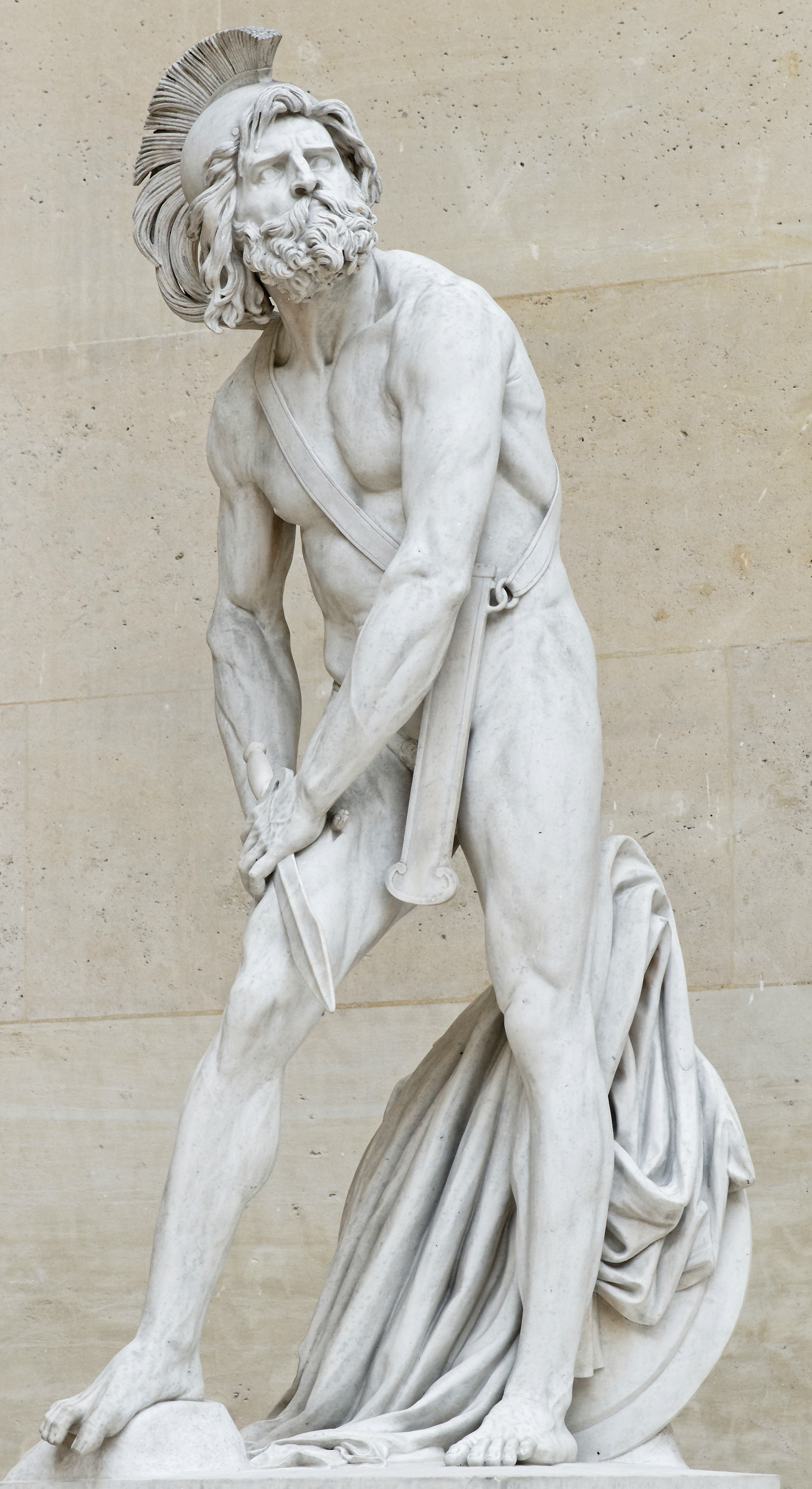
Filopemen ferit,
per David d'Angers (1837),
Museu del Louvre.

L'any 192 aC, Nabis, qui havia reconstruït la flota i havia enfortit el seu exèrcit, va assetjar Gitíon. Els aqueus van respondre enviant un emissari a Roma demanant ajuda. El Senat va respondre enviant el pretor Atili, amb una poderosa armada, així com una ambaixada liderada per Flaminí. En comptes d'esperar l'arribada de la flota romana, l'exèrcit i l'armada dels aqueus van partir cap a Gitíon sota el comandament de Filopemen. La flota aquea va ser derrotada per la recentment reconstruïda flota espartana, sent destruït el seu vaixell insígnia ja en el primer atac. Així mateix, per terra, l'exèrcit aqueu no va poder derrotar l'espartà als afores de Gitíon i Filopemen es va retirar a Tegea.
Quan Filopemen va tornar a Lacònia, el seu exèrcit va ser emboscat, però tot i així va aconseguir sortir victoriós. Llavors els aqueus es van dedicar a saquejar Lacònia durant trenta dies mentre els espartans es mantenien dins la polis fortificada. Els plans per ocupar Esparta ja estaven traçats quan va arribar Flaminí, el qual va convèncer Filopemen que no la conquerís. Mentrestant, Nabis va decidir acceptar l'statu quo anterior i rendir-se novament sota les mateixes condicions de l'últim tractat.

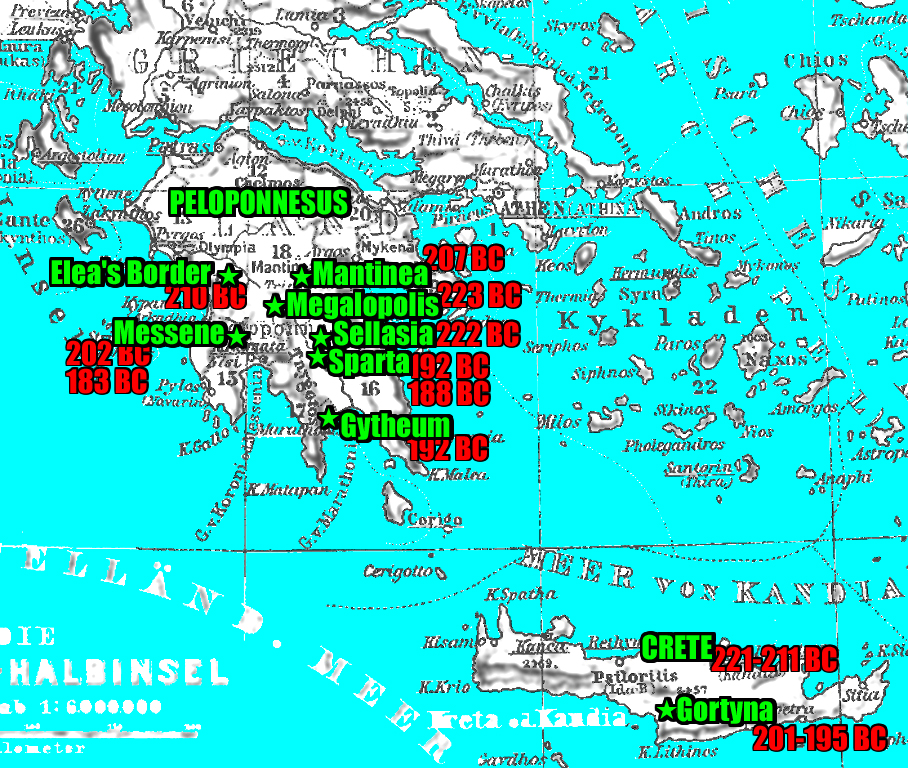
Mapa on s'indiquen els atacs de Filopemen contra Esparta

Com que Esparta havia quedat encara més debilitada, Nabis va demanar ajuda als etolis, rebent 1.000 unitats de cavalleria sota el comandament d'Alexameno. S'ha dit que mentre Nabis observava l'entrenament de les seves tropes, el comandant etoli Alexameno va carregar contra ell i el va assassinar amb la seva llança. Després, les tropes etòlies van prendre el palau i quan pretenien saquejar la ciutat, els habitants d'Esparta es van organitzar i van aconseguir d'expulsar-los de la polis. Mentre Esparta es trobava en l'anarquia, Filopemen va entrar dins la ciutat amb l'exèrcit aqueu i, posteriorment, la va incorporar a la Lliga Aquea. Es va permetre que la polis d'Esparta mantingués les seves lleis i territori, però no la seva antiga forma de govern, i tampoc el retorn dels exiliats.
L'any 189 aC, van concedir que els ostatges presos per Roma tornessin a Esparta, a excepció del fill de Nabis, que va emmalaltir i va morir. Els espartans patien problemes polítics i econòmics per no disposar d'un accés al mar; pèr això, van capturar la ciutat de Les, que era la llar de molts exiliats i membre de la Unió dels laconis lliures. Els aqueus van fer servir aquest acte com a excusa per acabar amb la independència espartana d'una vegada per sempre i van exigir el lliurament dels responsables de l'atac. Els culpables van respondre assassinant a trenta ciutadans simpatitzants dels aqueus, separant-se de la Lliga i sol·licitant la protecció romana. Els romans, que desitjaven la divisió de la Lliga, no van fer res.
L'any 188 aC, Filopemen va penetrar pel nord de Lacònia amb un exèrcit i amb els exiliats espartans que volien tornar a Esparta. Primer va massacrar a vuitanta ciutadans hostils a la Lliga Aquea a Compasium i després va fer demolir la muralla que envoltava Esparta, que Nabis havia construït. A continuació, Filopemen va restaurar als exiliats i abolí la llei espartana, reemplaçant-la per l'aquea. Així va concloure el paper d'Esparta com a potència grega, mentre que Acaia es convertia en el poder dominant de tot el Peloponnès.